# Derecho farmacéutico
El Derecho farmacéutico es una rama del Derecho sanitario, que se encarga del estudio de la legislación que regula todo lo relacionado con la elaboración, uso y comercialización de medicamentos y otros productos sanitarios. 
También definido como un universo jurídico original y complejo donde tienen cabida nuevas perspectivas y funciones de todos los agentes que intervienen, cuyo nexo de unión sigue siendo el medicamento, pero también la información terapéutica, el derecho de los ciudadanos a ella y la responsabilidad contractual que se deriva, y que debe ser una realidad en el escenario de salud del siglo XXI

## Objeto
El Derecho farmacéutico regula la industria farmacéutica, sector empresarial dedicado a la investigación, fabricación, preparación, distribución y comercialización de productos químicos medicinales para el tratamiento y prevención de enfermedades, lo que hace posible la circulación de fármacos de calidad y con estándares internacionales, para el beneficio sanitario de la comunidad.

## Contenido
El Derecho farmacéutico tiene como marco legal lo estipulado tanto en la Ley de Salud como en la Ley de Medicamentos decretada por el Estado, completada por la normativa autonómica en el marco de sus competencias. Esta Ley es un conjunto de normas y principios de orden jurídico que regulan la elaboración y comercialización de medicamentos y otros productos relacionados, así como también la ordenación de su prescripción y uso racional dentro del Sistema Nacional de Salud. 

## Política farmacéutica
La regulación farmacéutica es una rama de la política sanitaria que se ocupa del desarrollo, el suministro y la utilización de los medicamentos dentro de un sistema de salud. Abarca compuestos farmoquímicos (nombre de marca y genéricos), biológicos, vacunas y diversos productos sanitarios. 
La política farmacéutica regula:
- Investigación en ciencias de la salud y ensayo clínico.
- Derecho de patentes farmacéuticas.
- Licencias y registros.
- Comercialización.
- Gestión de la formulación.
- Elegibilidad.
- Prescripción por los profesionales sanitarios facultados para ello.
- Servicios farmacéuticos públicos y privados.

## Medicamentos legalmente reconocidos
Según la legislación farmacéutica española, sólo serán medicamentos los que se enumeran a continuación:
1. Los medicamentos de uso humano y de uso veterinario elaborados industrialmente o en cuya fabricación intervenga un proceso industrial.
2. Las fórmulas magistrales (destinadas a un paciente individualizado).
3. Los preparados oficinales (destinados a su entrega directa a los enfermos).
4. Los medicamentos especiales previstos por la Ley.[2]

Dentro de esta legislación también se definen y reconocen otros productos relacionados con la salud e higiene:
- «Producto sanitario»: cualquier instrumento, dispositivo, equipo, material u otro artículo, utilizado solo o en combinación, incluidos los programas informáticos que intervengan en su buen funcionamiento, destinado por el fabricante a ser utilizado en seres humanos con fines de:

1. Diagnóstico, prevención, control, tratamiento o alivio de una enfermedad.
2. Diagnóstico, control, tratamiento, alivio o compensación de una lesión o de una deficiencia.
3. Investigación, sustitución o modificación de la anatomía o de un proceso fisiológico.
4. Regulación de la concepción.

Y que no ejerza la acción principal que se desee obtener en el interior o en la superficie del cuerpo humano por medios farmacológicos, inmunológicos ni metabólicos, pero a cuya función puedan contribuir tales medios.
- «Producto cosmético»: toda sustancia o preparado destinado a ser puesto en contacto con las diversas partes superficiales del cuerpo humano (epidermis, sistema piloso y capilar, uñas, labios y órganos genitales externos) o con los dientes y las mucosas bucales, con el fin exclusivo o principal de limpiarlos, perfumarlos, modificar su aspecto, y/o corregir los olores corporales, y/o protegerlos o mantenerlos en buen estado.

- «Producto de higiene personal»: sustancias o preparados que, sin tener la consideración legal de medicamentos, productos sanitarios, cosméticos o biocidas, están destinados a ser aplicados sobre la piel, dientes o mucosas del cuerpo humano con finalidad de higiene o de estética, o para neutralizar o eliminar ectoparásitos.[3]